# Джон из Тайнмута

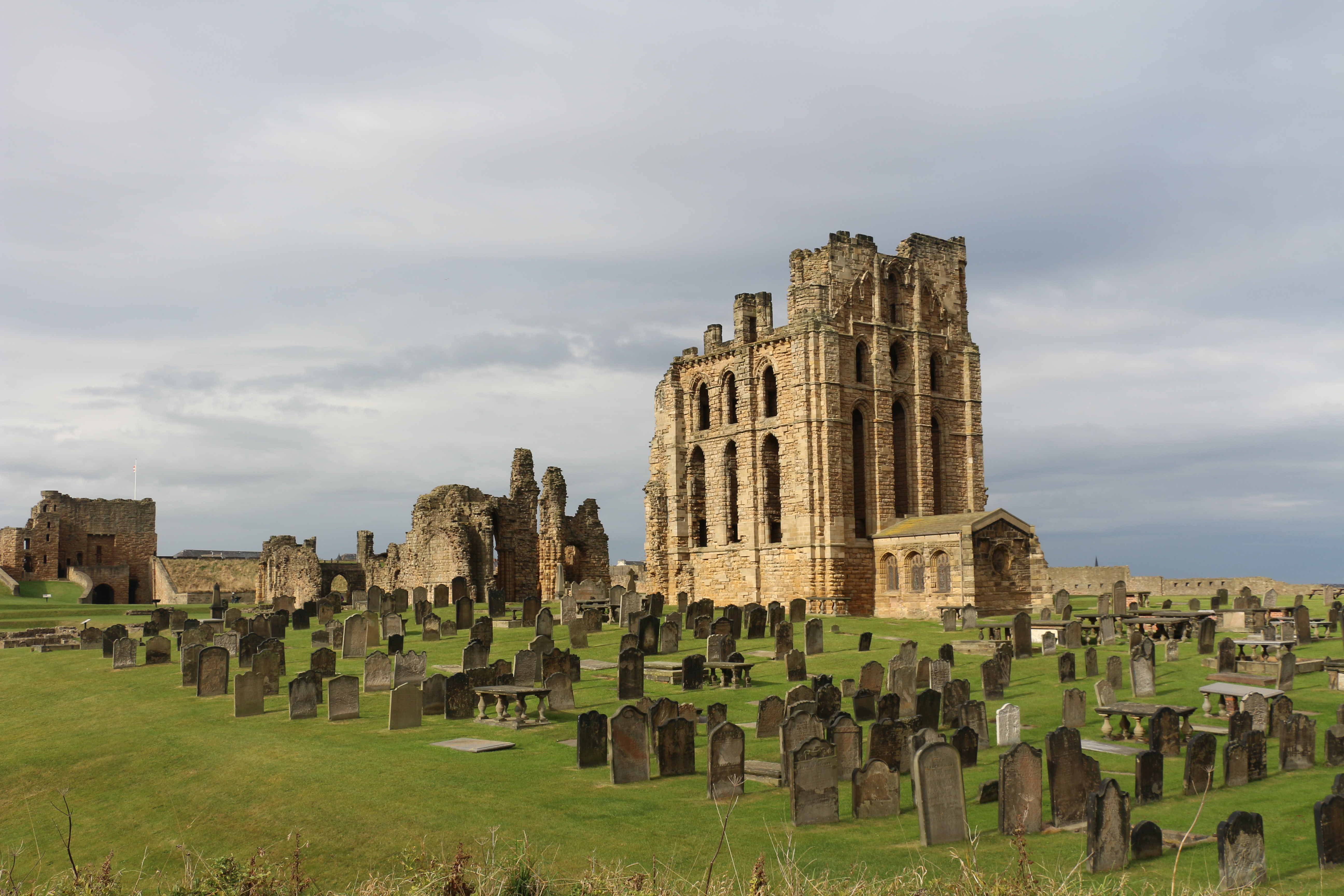
Руины Тайнмутского приората в Норт-Тайнсайде, Северо-Восточная Англия

Джон из Тайнмута, или Джон из Йорка (англ. John of Tynemouth или John of York, лат. Johannes Tinmouthensis, Johannes Anglicus или Johannes Historiographus, ум. около 1366 или 1370) — английский хронист, священник и богослов, один из летописцев начального периода Столетней войны, автор всемирной хроники «Золотая история» (лат. Historia Aurea).

## Биография
Детали биографии известны мало. Согласно средневековым источникам, служил викарием в приходе Тайнмута в Нортумберленде (совр. район Норт-Тайнсайд графства Тайн-энд-Уир, Северо-Восточная Англия).
Некоторые исследователи отождествляют его с Джоном Уитли (англ. John Whetely), выходцем из Уитли близ Уинчестера, также служившим викарием в Тайнмуте в 1350—1360-х годах, поскольку из его сочинений явствует, что он неплохо знал местность вокруг Уитли.
Предполагают, что Джон из Тайнмута также бывал в Йоркшире, откуда его второе имя, или прозвание. Возможно, что он также был монахом в бенедиктинском аббатстве Св. Альбана в Сент-Олбансе, после чего был назначен настоятелем приората этой обители в Тайнмуте. 
Умер, вероятно, в Сент-Олбансе после 1366-го, возможно, около 1370 года.

## Сочинения
Является автором «Золотой истории, от сотворения мира до времён Эдуарда III» (лат. Historia Aurea a Creatione ad tempus Edwardi III) — латинской хроники в 23 книгах, составленной около 1350 года и охватывающей события с сотворения мира до 1347 года. 
Основными источниками для хроники Джона из Тайнмута послужили: «Церковная история англов» Беды Достопочтеного (около 732 г.), «Великое зерцало» Винсента из Бове (сер. XIII в.), «Анналы шести королей Англии» Николая Тривета (нач. XIV в.) и «Полихроникон» Ранульфа Хигдена (ум. 1364).
Наибольшую ценность представляет собой 23-я книга «Золотой истории», охватывающая события 1273—1347 годов, особенно сообщения, касающиеся начала правления короля Эдуарда III и Столетней войны, включая коронацию Эдуарда (1327), осаду Кале (1346) и битву при Креси (1346). «Золотая история» положена была в основу «Длинной хроники» цистерцианского аббатства Киркстолл в Лидсе (Западный Йоркшир).
Сохранились три полных рукописи хроники из Даремского собора (библиотека Ламбетского дворца, MS 10, 11, 12), из аббатства Бери-Сент-Эдмундс (Бодлианская библиотека) и из аббатства Св. Альбана (библиотека Колледжа Христа Кембриджского университета, MS 5 и 6). Однако копия из Сент-Олбанса датируется уже XV веком, что противоречит гипотезе о происхождении Джона из Тайнмута из этой обители. Существуют и сокращённые рукописи хроники, более поздние. 
Помимо хроники, Джон из Тайнмута является автором «Санктилогия Англии, Уэльса, Шотландии и Ирландии» (лат. Sanctilogium Angliae Walliae Scotiae et Hiberniae, 1366) — сборника житий 156 католических святых, сохранившегося в единственной рукописи (Британская библиотека), сведениями которого пользовался в XV столетии Джон Капгрейв для составления своего агиографического сборника «Новые легенды Англии» (лат. Nova legenda Angliae).
Составил также «Мартиролог» (лат. Martyrologium), который дополняет текст «Золотой истории» в одной из поздних рукописей.
Сочинения Джона из Тайнмута в течение долгого времени оставались забытыми, и лишь в 1691 году писатель и историк церкви Генри Уортон упомянул его во втором томе своего труда «Англия священная» (лат. Anglia sacra), использовав материалы написанного им жития святого архиепископа Кентерберийского Бреговина (VIII в.).

## Публикации
- Nova legenda Anglie: as collected by John of Tynemouth, John Capgrave, and others, and first printed, with new lives by Carl Horstmann. — Volume II. — Oxford: Clarendon press, 1901. — 731 p.